# Ружица Сокић
Ружица Сокић (Београд, 14. децембар 1934 — Београд, 19. децембар 2013) била је српска филмска, позоришна и телевизијска глумица.
Као дете учествовала је у Дечјој радио-драмској групи Радио-Београда, а 1958. године је дипломирала глуму на Академији за позоришну уметност у Београду. Једно време је била чланица Савременог позоришта, да би затим прешла у Атеље 212. Филмску каријеру започела је 1957. године у филму Суботом увече и током своје каријере глумила је у око 40 филмова. За улогу у филму Горки део реке (1965) награђена је Сребрном ареном на филмском фестивалу у Пули.
Највеће успехе остварила је филмовима Кад будем мртав и бео (1967) и Жута (1973). За свој перформанс у филму Жута, као и у филму Ужичка република, награђена је Златном ареном. Велику популарност у бившој Југославији донела јој је улога мајке Персиде "Сиде" Пантић у комедији Тесна кожа. Упечатљиве су остале и улоге снаје Руже у Другој Жикиној династији и Велиборке у Срећним људима. Неке од њених познијих великих улога је улога Таске, у великом биоскопском хиту Зона Замфирова из 2002. године, а истакла се и у серији Грех њене мајке, тумачећи лик куме Анице.
За свој филмски и позоришни рад добила је многе награде и признања, као што су Жанка Стокић, Добричин прстен, Златни ћуран, Јоаким Вујић, Павле Вуисић, Златна арена, Стеријина награда и друге. Њен легат налази се у Музеју Југословенске кинотеке и Удружењу за културу, уметност и међународну сарадњу „Адлигат”.
Њена сестра је српска сликарка Љубица Сокић, а нећак Абдулах Нуман, муфтија Србије.
Након дуже борбе са Алцхајмеровом болешћу, Ружица Сокић преминула је у Београду 2013. године у 79. години живота.

## Биографија
Рођена је 1934. у Београду, у тадашњој Краљевини Југославији, као кћерка трговца и сувласника листа „Правда“, Петра Сокића (1893—1964), и мајке Вукосаве (умрла 2000), ћерке свештеника из Бањалуке. У детињству је летовала код деде у Бањалуци, где је наследила земљиште у центру града.
Још као девојчица учествовала је у Дечјој радио-драмској групи Радио-Београда, а године 1958. дипломирала је глуму на Академији за позоришну уметност у Београду. Краће време била је чланица Савременог позоришта, убрзо прелази у Атеље 212, где је бројним улогама (првенствено савременог и домаћег репертоара) открила и потврдила дар „рођене глумице“. Глумила је у око 40 филмова; већ за прву улогу („Горки део реке“, 1965, Ј. Живановића) награђена је Сребрном ареном на фестивалу у Пули. Највеће успехе остварила је главним улогама певачице у филму „Кад будем мртав и бео“ (Ж. Павловића, 1967) и простодушне уличарке у филму „Жута“ (В. Тадеј, 1973), за коју је у Пули награђена Златном ареном. Запажена је и на телевизији (играла је и у истоименом комаду Г. Михића у Атељеу 212), те споредном улогом мајке којој син гине у борби у „Ужичкој републици“ (Ж. Митровић, 1974), за коју је такође награђена Златном ареном. Запажена је и на телевизији (нпр. комедије Б. Црнчевића и А. Поповића, телевизијске серије „Цео живот за годину дана“, „Рађање једног народа“, „Занати“, „Самци“ и др.).
Током 2010. објавила је књигу сећања „Страст за летењем“.
Преминула је 19. децембра 2013. године у Београду, после дуге болести (Алцхајмерова болест). Сахрањена је 24. децембра 2013. у Алеји заслужних грађана на Новом гробљу у Београду.
У Југословенској кинотеци је 16. октобра 2015. отворен легат Ружице Сокић са њеним фотографијама, наградама, плакатима и књигама.
На кући у којој је живела откривена је спомен-плоча 27. марта 2016. године.
Фондација „Ружица Сокић“, основана 2014. године, додељује награду Ружица Сокић. Заслуге за то имао је њен супруг Мирослав Мики Лукић. Прва добитница ове награде за сезону 2014/15 је Нада Шаргин. Добитница за сезону 2017/18 је Милица Гојковић.

## Награде
За свој филмски и позоришни рад добила је бројне награде и признања:
- Добричин прстен, највећа глумачка награда која се у Србији додељује за глумачко дело, (2011)
- Награда Велика Жанка, која се додељује глумачкој личности која је "обележила позоришни живот Србије својом стваралачком вредношћу и богатством глумачког израза", (2007)
- Награда "Павле Вуисић“, за изузетан допринос уметности глуме на домаћем филму, на Филмским сусретима у Нишу (2003)
- Нушићева награда, за животно дело глумцу комичару на „Нушићевим данима“ у Смедереву (2002)
- Статуета Јоаким Вујић, за изузетан допринос развоју позоришне уметности Србије (1999)
- Стеријина награда за улогу у представи „Крмећи кас“, (1966)
- Стеријина награда за улогу у представи „Чудо у Шаргану“, (1976)
- Златна арена у Пули, за најбољу главну женску улогу у филму Жута, (1973)
- Златна арена у Пули, за најбољу споредну женску улогу у филму Горки део реке, (1965)
- Златна арена у Пули, за најбољу епизодну улогу у филму Ужичка република, (1974)
- Седмојулска награда за животно дело (1989)
- Статуета ћуран за улогу у представи „Рањени орао" на Данима комедије у Јагодини,(1974)
- Статуета „Миливоје Живановић"
- Велика повеља за женску улогу у филму Жута, на Филмским сусретима у Нишу (1973)
- „Златна колајна“ на Фестивалу монодраме у Земуну (1981)
- „Кристална призма“ Академије филмске уметности и науке (1994)
- „Златна клапа"
- Златни медаљон „Љубиша Јовановић“ на Свечаностима у Шапцу (1999)
- Награде „Јазавац у џаку“ на ТеатарФесту у Бањалуци
- Октобарске награде града Београда

## Филмографија
|                   | 1950▼ | 1960▼ | 1970▼ | 1980▼ | 1990▼ | 2000▼ | 2010▼ | Укупно |
| ----------------- | ----- | ----- | ----- | ----- | ----- | ----- | ----- | ------ |
| Дугометражни филм | 1     | 14    | 10    | 16    | 7     | 4     | 1     | 53     |
| ТВ филм           | 2     | 25    | 23    | 14    | 12    | 3     | 0     | 79     |
| ТВ серија         | 0     | 8     | 11    | 6     | 6     | 5     | 3     | 39     |
| ТВ мини серија    | 0     | 1     | 1     | 3     | 1     | 0     | 0     | 6      |
| ТВ кратки филм    | 0     | 1     | 0     | 1     | 0     | 0     | 0     | 2      |
| Кратки филм       | 0     | 0     | 0     | 0     | 1     | 0     | 0     | 1      |
| Укупно            | 3     | 49    | 45    | 40    | 27    | 12    | 4     | 180    |

| Год.       | Назив                                          | Улога                                      |
| ---------- | ---------------------------------------------- | ------------------------------------------ |
| 1950-е▲    |                                                |                                            |
| 1957.      | Суботом увече                                  | Навијачица                                 |
| 1959.      | Новела од Станца                               |                                            |
| 1959.      | Лажа и Паралажа                                |                                            |
| 1960-е▲    |                                                |                                            |
| 1960.      | Силан човек                                    |                                            |
| 1961.      | Мица и Микица                                  |                                            |
| 1961.      | Војник са два имена                            |                                            |
| 1962.      | Прва љубав                                     |                                            |
| 1962.      | Звиждук у осам                                 | Секретарица у ТВ екипи                     |
| 1963.      | Адам и Ева                                     |                                            |
| 1963.      | Земљаци                                        |                                            |
| 1964.      | Оне и он                                       |                                            |
| 1964.      | Позориште у 6 и 5 (ТВ серија)                  |                                            |
| 1964.      | Комесар је добричина (ТВ)                      |                                            |
| 1964−1966. | Код судије за прекршаје                        |                                            |
| 1964.      | Народни посланик (ТВ)                          | Даница                                     |
| 1964.      | Марш на Дрину                                  | Жена на прозору                            |
| 1965.      | Горки део реке                                 | Јелена                                     |
| 1965.      | Поподне једног Фауна                           |                                            |
| 1965.      | Девојка са три оца (ТВ)                        | Ана                                        |
| 1965.      | Корени                                         |                                            |
| 1966.      | Њен први чај (ТВ)                              |                                            |
| 1966.      | Намештена соба                                 |                                            |
| 1966.      | Време љубави                                   |                                            |
| 1967.      | Љубав преко ноћи (ТВ)                          | Анка                                       |
| 1967.      | Сумњиво лице (ТВ)                              | Марица                                     |
| 1967.      | Кад будем мртав и бео                          | Певачица Душка                             |
| 1967.      | Љубавни санс                                   |                                            |
| 1967.      | Забавља вас Мија Алексић (серија)              |                                            |
| 1967.      | Боксери иду у рај                              | Свастика                                   |
| 1967.      | Дим                                            |                                            |
| 1967.      | Пробисвет (ТВ серија)                          |                                            |
| 1967.      | Љубавни случај или трагедија службенице ПТТ    | Ружа, Изабелина колегиница                 |
| 1967.      | Височка хроника (серија)                       | Ана Рената                                 |
| 1968.      | Самци (ТВ серија)                              | Олга                                       |
| 1968.      | Првокласни хаос (серија)                       |                                            |
| 1968.      | Туђе главе                                     |                                            |
| 1968.      | Има љубави, нема љубави                        |                                            |
| 1968.      | Тројица против свих... а жена четврта (ТВ)     |                                            |
| 1968.      | Пријатељство, занат најстарији (ТВ)            | Љиља                                       |
| 1968.      | Права адреса                                   | Млада                                      |
| 1968.      | Педикирка                                      |                                            |
| 1968.      | Топчидерска река (ТВ)                          |                                            |
| 1969.      | Карусел                                        |                                            |
| 1969.      | Служавка                                       | Станс                                      |
| 1969.      | Крос контри                                    | Сестра                                     |
| 1969.      | Самци 2 (серија)                               |                                            |
| 1969.      | Не зови ме татице                              |                                            |
| 1969.      | Седмина                                        | Ана                                        |
| 1969.      | Рађање радног народа (серија)                  | Молерка                                    |
| 1969.      | Љубав и понека псовка                          | Елма                                       |
| 1969.      | Весело вече - 20 година                        |                                            |
| 1970-е▲    |                                                |                                            |
| 1970.      | Удовиштво госпође Холројд                      |                                            |
| 1970.      | Бели зечеви                                    |                                            |
| 1970.      | Бурна ноћ                                      |                                            |
| 1971.      | Чарапа од сто петљи                            |                                            |
| 1971.      | Цео живот за годину дана (серија)              | Живка                                      |
| 1971.      | Хроника паланачког гробља (серија)             |                                            |
| 1972.      | Развојни пут Боре Шнајдера (ТВ)                | Розика                                     |
| 1972.      | Глумац је, глумац (серија)                     |                                            |
| 1972.      | Муса из циркуса                                |                                            |
| 1972.      | Смех са сцене: Атеље 212                       | Милева                                     |
| 1972.      | Женски разговори (серија)                      |                                            |
| 1972.      | Трагови црне девојке                           |                                            |
| 1972.      | Мајстори (серија)                              | Оливерова мајка Ружа                       |
| 1973.      | Љубавни случај сестре једног министра          |                                            |
| 1973.      | Велики проналазач (серија)                     |                                            |
| 1973.      | Дубравка                                       |                                            |
| 1973.      | Браунингова верзија                            |                                            |
| 1973.      | Бела кошуља (ТВ)                               | Мара                                       |
| 1973.      | Самоћа                                         |                                            |
| 1973.      | Бомбардовање Њу Хејвна                         |                                            |
| 1973.      | Жута                                           | Жута                                       |
| 1973.      | Образ уз образ (серија)                        | Ружа                                       |
| 1974.      | Пинг без понга                                 |                                            |
| 1974.      | Јастук                                         |                                            |
| 1974.      | Ужичка република                               | Мира                                       |
| 1975.      | Познајете ли Павла Плеша?                      |                                            |
| 1975.      | Двособна кафана                                |                                            |
| 1975.      | Хитлер из нашег сокака                         | Аника                                      |
| 1976.      | Ужичка република (серија)                      |                                            |
| 1976.      | Влајкова тајна                                 |                                            |
| 1976.      | Успон и пад Жике Проје (серија)                |                                            |
| 1976.      | Бабино унуче (серија)                          | Наставница                                 |
| 1976.      | Кухиња (ТВ)                                    | Маги                                       |
| 1976.      | Част ми је позвати вас (серија)                |                                            |
| 1976.      | Част ми је позвати вас (серија)                | Ружа                                       |
| 1976.      | Чувар плаже у зимском периоду                  | Удовица                                    |
| 1977.      | Како упокојити вампира (ТВ)                    | Олга Марковић                              |
| 1977.      | Лептиров облак                                 | Јела                                       |
| 1977.      | Хајдучка времена                               | Бранкова учитељица                         |
| 1977.      | Рањени орао (ТВ)                               | Мир–Јам                                    |
| 1977.      | Без тебе ми нема живота (ТВ)                   |                                            |
| 1978.      | Најлепше године                                |                                            |
| 1978.      | Није него                                      | Професорка географије — Кондуктерка        |
| 1978.      | Госпођа министарка (ТВ)                        | Живка Поповић                              |
| 1978.      | Дебели ’лад                                    |                                            |
| 1978.      | Једини дан (ТВ серија)                         |                                            |
| 1979.      | Паклени оток                                   | Мајка мале девојчице                       |
| 1980-е▲    |                                                |                                            |
| 1980.      | Теби моја Долорес                              |                                            |
| 1980.      | Авантуре Боривоја Шурдиловића                  | Анђелија                                   |
| 1980.      | Седам плус седам                               | Ружица                                     |
| 1980.      | Кружна путовања                                |                                            |
| 1980.      | Врућ ветар (серија)                            | Анђелија                                   |
| 1981.      | Пролеће живота                                 |                                            |
| 1981.      | Сестре                                         | мајка                                      |
| 1981.      | 500 када (ТВ)                                  | Председница радничке контроле              |
| 1981.      | Усељење                                        |                                            |
| 1981.      | Војници (ТВ серија) (серија)                   | Грађанка                                   |
| 1982.      | Савамала                                       | Колетова мајка                             |
| 1982.      | Тесна кожа                                     | Персида Пантић                             |
| 1983.      | Кореспонденција (ТВ)                           | Јулијана Јулишка Толнај, циркуска играчица |
| 1983.      | Ја сам твој бог                                |                                            |
| 1984.      | Не тако давно (серија)                         |                                            |
| 1984.      | Др (ТВ)                                        | Г-ђа Драга                                 |
| 1984.      | Војници (филм)                                 | Грађанка                                   |
| 1985.      | Јелисаветини љубавни јади (ТВ)                 | Сода                                       |
| 1985.      | Приче из бечке шуме                            |                                            |
| 1985.      | Ада                                            |                                            |
| 1986.      | Бал на води                                    | Кићина мајка                               |
| 1986.      | Мајстор и Шампита                              | Бертина другарица                          |
| 1986.      | Друга Жикина династија                         | Влајкова снајка Ружа                       |
| 1986.      | Смешне и друге приче                           | Сода                                       |
| 1986.      | Тајна Лазе Лазаревића                          | Олга Станисављевић / Пола                  |
| 1987.      | Већ виђено                                     | Глумица                                    |
| 1987.      | Живот у гробљанској (ТВ)                       | Лудмила „Луца“                             |
| 1987.      | И то се зове срећа (серија)                    | Деса                                       |
| 1987.      | Октоберфест                                    | Лулетова мајка                             |
| 1987.      | Тесна кожа 2                                   | Персида Пантић                             |
| 1988.      | Роман о Лондону (серија)                       | Госпођа Петерс                             |
| 1988.      | Срце и њена деца                               | Ана                                        |
| 1988.      | Шта радиш вечерас                              | Миља, Нешина мајка                         |
| 1988.      | Тесна кожа 3                                   | Персида Пантић                             |
| 1989.      | Мистер Долар (ТВ)                              | Госпођа саветниковица са репутацијом       |
| 1989.      | Силе у ваздуху (ТВ)                            | Мица                                       |
| 1989.      | Чудо у Шаргану (ТВ)                            | Госпава                                    |
| 1989.      | Метла без дршке (серија)                       | Златкова учитељица                         |
| 1989.      | Сеобе                                          |                                            |
| 1990-е▲    |                                                |                                            |
| 1990.      | Гала корисница: Атеље 212 кроз векове          |                                            |
| 1990.      | Неуништиви (серија)                            | Илинка                                     |
| 1990.      | Покојник (ТВ)                                  | Агнија - Вукицина тетка                    |
| 1991.      | Оригинал фалсификата                           | Милева                                     |
| 1991.      | Капетан дуге пловидбе                          |                                            |
| 1991.      | Брачна путовања                                | Рената фон Финсенберг                      |
| 1991.      | У име закона (серија)                          | Емилија                                    |
| 1991.      | Тесна кожа 4                                   | Персида Пантић                             |
| 1992.      | Кнедле са шљивама (ТВ)                         | Катица                                     |
| 1992.      | Танго аргентино                                | Рођака                                     |
| 1993.      | Рај (ТВ)                                       | Власница бордела „Рај“                     |
| 1993.      | Пун месец над Београдом                        | Косара                                     |
| 1993.      | Театар у Срба (серија)                         | Јуца                                       |
| 1993.      | Полицајац са Петловог брда (ТВ серија из 1993) | Ружица                                     |
| 1994.      | Жеља звана трамвај (ТВ)                        | Госпођа Јовановић                          |
| 1995.      | Провалник (ТВ)                                 | Душанка                                    |
| 1995.      | Знакови (ТВ)                                   | Кармен                                     |
| 1995.      | Свадбени марш                                  | Розалија Митровић                          |
| 1995.      | Тамна је ноћ                                   | Ружица Бележада                            |
| 1996.      | Добро вече, децо (серија)                      | Тетка Дали-Дали                            |
| 1995−1996. | Срећни људи 2 (серија)                         | Велиборка Продановић                       |
| 1996.      | Горе доле (серија)                             | Кућна помоћница Ружа                       |
| 1997.      | Покондирена тиква (ТВ)                         | Сара                                       |
| 1999.      | Кактуси и руже (ТВ)                            | Смиља Козодеровић                          |
| 1999.      | Мејдан Симеуна Ђака (ТВ)                       | Наја                                       |
| 1999.      | Пропутовање                                    | Комшиница Вера (сегмент „Сребрни метак“)   |
| 2000-е▲    |                                                |                                            |
| 2001.      | Нормални људи                                  |                                            |
| 2001.      | Све је за људе                                 | Судија                                     |
| 2002.      | Зона Замфирова                                 | Таска                                      |
| 2004.      | О штетности дувана                             |                                            |
| 2004.      | Скела (ТВ)                                     | Невеста                                    |
| 2004.      | Јелена (ТВ серија) (серија)                    | Мира                                       |
| 2004.      | Лифт (серија)                                  | Миличевићева супруга                       |
| 2005.      | Бергманова соната (ТВ)                         | Шарлота                                    |
| 2005.      | Звезде љубави                                  |                                            |
| 2005.      | Љубав, навика, паника (серија)                 | Ханцова жена                               |
| 2008.      | Наша мала клиника (серија)                     | Госпођа Дијаманте                          |
| 2008.      | Будилник                                       |                                            |
| 2008.      | Горки плодови                                  | Станодавка                                 |
| 2009.      | Куку, Васа (серија)                            | Емилија                                    |
| 2010-е▲    |                                                |                                            |
| 2009−2010. | Грех њене мајке (ТВ серија)                    | Кума Аница                                 |
| 2011.      | Непобедиво срце (ТВ серија)                    | газдарица Мара                             |
| 2015.      | Отворени кавез                                 | Ружа                                       |

## Позориште (избор):
- Хани (Е. Олби, Ко се боји Вирџиније Вулф), Атеље 212
- Глорија (М. Шизгал, Тигар), Атеље 212
- Милева (А. Поповић, Крмећи кас), Атеље 212
- Госпава (Љ. Симовић, Чудо у Шаргану), Атеље 212
- Лудмила (Н. Ромчевић, Гробљанска), Звездара театар
- Бароница Штетен (Е. фон Хорват, Код лепог изгледа), Атеље 212
- Мир–Јам (М. Јаковљевић–Б. Михаиловић, Рањени орао), Атеље 212
- Жута (Г. Михић, Жута), Атеље 212
- Јулија (Б. Пекић, Корешподенција), Атеље 212
- Патриција (Ж. Ануј, Женски оркестар), Атеље 212
- Валерија (Е. фон Хорват, Приче из Бечке шуме), Атеље 212
- Фригајет (В. Рабадан, Кад је жена нема), Атеље 212
- Секретарица (Т. Ружевич, Картотека), Атеље 212
- Хана (П. О. Енквист, Из живота кишних глиста), Атеље 212
- Мајка (А. Адамов, Случај професора Тарана), Атеље 212
- Сара (Х. Пинтер, Љубавник), Атеље 212
- Розика (А. Поповић, Развојни пут Боре Шнајдера), Атеље 212
- Беатриса (А. Вескер, Четири годишња доба), Атеље 212
- Кнегиња Хималаји (В. Гомбрович, Оперета), Атеље 212
- Зорка (Д. Михајловић, Жене), Атеље 212
- Зорка Туцаковић (Б. Љумовић, Бонтон или како се понашати према особама супротног пола), Атеље 212
- Карла (Р. Патрик, Кенедијева деца), Атеље 212
- Степанида (В. Аксјонов, Чапља), Атеље 212
- Катарина (Л. Нурен, Демони), Атеље 212
- Трудна Васиљка (А, Поповић, Мрављи метеж), Атеље 212
- Мег Фолан (М. Макдона, Лепотица Линејна), Атеље 212
- Хелена (Х. Ибзен, Авети), Атеље 212
- Шарлота (И. Бергман, Бергманова соната), Народно позориште у Београду
- Тијана (С. Ковачевић, Велика драма), Народно позориште у Београду.
- Мери (Ј. О’Нил, Дуго путовање у ноћ), Атеље 212
- Жанка (М. Илић, Жанка), Славија театар,
- (А. П. Чехов, Три сестре), Битеф театар
- Зора Шишарка (А. Поповић, Плеј Поповић), Атеље 212
- Мајка (С. Ковачевић, Јанез), Народно позориште у Београду
- Жена (М Марковић/А. Николић, Да нам живи, живи рад), Атеље 212
- Певачица (Р. Харвуд, Квартет), Мадленианум
- Госпођа (М. Момчиловић, Седам и по), Атеље 212
- Госпођа Бернхард (В. Моберг, Судија), Народно позориште у Београду